# 박지훈 (배우)
박지훈(朴志焄, 1949년 ~ )은 대한민국의 배우이다. 1969년 <첫정>으로 데뷔하여 지금까지 총 60 여편의 작품에서 연기를 하였고 CF광고 모델 및 TV에서도 활동한 이력이 있다.

## 출연 작품

### 영화
- 설야 (1970)
- 아다다 (임권택, 1987) 삼육 역
- 칠삭동이의 설중매 (권영순, 1988)
- 누가 용의 발톱을 보았는가 (강우석, 1991)
- 개벽 (임권택, 1991) 강수 역
- 돌아오라 개구리소년 (조금환, 1992) 종식부 역
- 귀천도 (이경영, 1996) 장용영무사 역
- 내 마음의 풍금 (이영재, 1998) 박선생 역
- 바람의 파이터 (양윤호, 2004) 의사 역
- 홀리데이 (양윤호, 2005) 구청직원 역
- 가면 (양윤호, 2007) 과학수사팀장 역

### 드라마
- TV 문학관 - 철쭉제 (KBS)
- MBC 베스트셀러극장 - 잃어버린 출발 (MBC)
- MBC 베스트셀러극장 - 실감기 (MBC) - 형섭 역

## 수상
- 1973년 백상예술대상 남자 신인연기상 《여고시절》